# 湊ノ浜駅
湊ノ浜駅（みなとのはまえき）はかつて大阪府堺市にあった鉄道駅（廃駅）である。阪堺電鉄の駅として開業し、大阪市の買収により大阪市電阪堺線の駅となった。

## 年表
- 1934年（昭和9年）7月10日 - 阪堺電鉄、龍神通 - 湊ノ浜の延伸開業時に終端駅として開業
- 1935年（昭和10年）6月1日 - 湊ノ浜 - 浜寺の延伸開業により途中駅となる
- 1944年（昭和19年）
  - 3月27日 - 阪堺電鉄が大阪市に買収される（湊ノ浜 - 浜寺休止）
  - 4月1日 - 大阪市電阪堺線（芦原橋-湊ノ浜）開業により再び終端駅として開業
- 1945年（昭和20年）3月14日、大阪大空襲による出島 - 湊ノ浜休止により休止
- 1945年（昭和20年）8月15日、出島 - 湊ノ浜・湊ノ浜 - 浜寺廃止により廃止